# تی‌انگشت‌ها
تی‌انگشت‌ها (نام علمی: Taudactylus) نام یک سرده از تیره قورباغه‌های زمینی استرالیا است.